# Rohwedder (Unternehmen)
Die Rohwedder AG war ein Maschinenbauunternehmen mit Sitz in Bermatingen am Bodensee und weiteren Standorten in Radolfzell, Lörrach und Bruchsal sowie sechs internationalen Tochtergesellschaften. Das Familienunternehmen produzierte und vertrieb hauptsächlich Anlagen der Automatisierungstechnik für Automobilzulieferer und Medizintechnik. Nach Insolvenz und Zerschlagung gehören Teile des Unternehmens heute als IWM Automation Bodensee GmbH und MA micro automation GmbH zur Düsseldorfer MAX Automation SE oder als Pematech GmbH zur Schweizer ASIC Robotics.

## Geschichte

### Gründung
Das Unternehmen wurde 1956 von Karl Beck (1896–1990) und Hans Rohwedder (1915–1983) als Rohwedder KG Präzisionswerkzeuge und Maschinenbau in Markdorf gegründet. Sie begannen mit 30 Mitarbeitern und bauten Vorrichtungen und Werkzeuge auf Anforderung der lokalen Industrie wie MTU, ZF und Dornier. Fast alle Produkte waren keine Massen-, sondern Einzelanfertigungen. Im Jahre 1971 zählte das Unternehmen bereits 100 Mitarbeiter und hatte Kunden im In- und Ausland. In eigenen Entwicklungs-, Konstruktions- und Elektronikabteilungen stellte das Unternehmen jetzt hochwertige Sondermaschinen in eigener Regie her. Die Rohwedder KG konnte ihre Marktstellung ständig ausbauen und legte großen Wert auf die Ausbildung junger Fachkräfte.

### Rohwedder GmbH & Co. KG
1966 erfolgte die Umfirmierung in die Rohwedder GmbH & Co. KG. Im selben Jahr wurde die Helmut Kyburz KG Teil des Unternehmens. 1981 folgte Joachim Rohwedder seinem Vater als alleiniger geschäftsführender Gesellschafter und richtete das Unternehmen auf die Automatisierungstechnik aus. Das Unternehmen beschäftigte mittlerweile 135 Mitarbeiter. 1981 wurde auch das neu erbaute Werk 2 in Bermatingen bezogen und damit dem stetigen Wachstum des Unternehmens Rechnung getragen.
Hauptprodukte wurden nunmehr hochwertige Montageanlagen für die Automobilzulieferindustrie und die Unterhaltungselektronik. Zu den Kunden zählten Unternehmen wie Bosch, Daimler-Benz, BASF, Dornier, Siemens, IBM, Lufthansa und Swissair. 1985 erfolgte die Auslieferung der ersten vollautomatischen Montagelinie der Firma Rohwedder zur Fertigung von Videokassetten.

### Expansion und Börsengang
Ab dem Jahre 1995 wurde das Unternehmen mit der Gründung von Tochtergesellschaften und dem Erwerb von Beteiligungen erweitert.
1995 wurde die insolvente Pematech GmbH in Radolfzell erworben und in die Pematech-Rohwedder GmbH umbenannt. Außerdem wurde eine Beteiligung von 35 % an der Asic Robotics in Burgdorf, Schweiz erworben. 1996 beteiligte sich Rohwedder an der Vertriebsgesellschaft Fatec CO. Ltd. Seoul, Südkorea. 1997 folgte eine Mehrheitsbeteiligung an der IEF-Werner GmbH in Furtwangen. 1999 wurde in Markdorf die Rohwedder Visotech GmbH gegründet.
1999 wurde das Unternehmen in eine Aktiengesellschaft umgewandelt und Joachim Rohwedder zum Vorstandsvorsitzenden bestellt. Im Jahr 2000 erfolgte der Börsengang. Die Aktien wurden unter Führung der Baden-Württembergischen Bank im Prime Standard an den Börsen in Frankfurt am Main und Stuttgart zum amtlichen Handel zugelassen. Zeitgleich wurde der Firmensitz von Markdorf nach Bermatingen verlegt. Der Konzernumsatz betrug jetzt 210 Mio. DM und es wurden 528 Mitarbeiter beschäftigt.
Im gleichen Jahr wurden die Firmen Rohwedder Automated Systems Inc., Markham, Kanada und Rohwedder Inc., Orlando, Florida erworben und die Rohwedder Ziegler GmbH in Markdorf gegründet.  2002 wurde eine Beteiligung von 60 % an dem Photovoltaiktechnik-Unternehmen Roth & Rau AG in Hohenstein-Ernstthal übernommen und die Rohwedder PTY Ltd., Victoria, Australien. 2003 folgte der Erwerb der Rohwedder Microtech GmbH und Co. KG, Bruchsal, 2004 die Gründung der Rohwedder Automation Co. Ltd. in Suzhou, China.
2006 wurden die Aktien der Roth & Rau AG erfolgreich an die Börse geführt. 2007 verkaufte Rohwedder die restlichen 20 % ihrer Beteiligung an der Roth & Rau AG zu einem Erlös von 18,8 Mio. Euro. Kurz danach schoss der Börsenkurs der Roth & Rau AG in die Höhe.
2007 folgte die Gründung einer Vertriebsgesellschaft in Mexiko unter der Firma Rohwedder Mexico S.A. de C.V., Santa Rosa Jauregui. Zudem wurde die MIMOT GmbH in Lörrach gekauft und auf die Rohwedder AG verschmolzen. Noch im selben Jahr folgte der Erwerb einer 100% Beteiligung an der JOT Automation Ltd., Oulu, Finnland, ein Hersteller flexibler Test- und Automatisierungsgeräte für die Hersteller von Mobiltelefonen, zu dem eine Produktionsgesellschaft in Tallinn, Estland und Peking, China sowie Vertriebs- und Servicegesellschaften in Lewisville, Texas, Seoul, Südkorea, Budaörs, Ungarn, Timisoara, Rumänien, Chennai, Indien und Arezzo, Italien gehörten. Am 1. Juli 2007 wurde Manfred G. Müller weiteres Vorstandsmitglied der Rohwedder AG.

### Insolvenz
Die globale Finanz- und Wirtschaftskrise 2008/2009 führte bei der Rohwedder AG zu Beginn des Jahres 2009 zu einer Minderung des Auftragseinganges um 50 % und zu einer Unterauslastung des Unternehmens. Am 23. Januar 2009 wechselte die Rohwedder AG bei der Frankfurter Wertpapierbörse vom Segment Prime Standard des geregelten Marktes in das Segment General Standard. Joachim Rohwedder wechselte in den Aufsichtsrat und übernahm dort den Vorsitz, alleiniges Vorstandsmitglied wurde zum 20. Mai 2009 Manfred G. Müller.
Am 26. März 2010 stellte die Rohwedder AG wegen nicht ausreichender Unternehmensfinanzierung beim Amtsgericht Konstanz Antrag auf die Eröffnung des Insolvenzverfahrens. Zum Insolvenzverwalter wurde der Stuttgarter Anwalt Volker Grub bestellt. Am 10. Juni 2010 wurde das Insolvenzverfahren eröffnet. Das Delisting an der Frankfurter Wertpapierbörse erfolgte zum 22. Dezember 2010.
Im Juni 2010 bestand kurzfristig die Aussicht, den Rohwedder-Konzern im Ganzen zu erhalten. Die ATS Automation Tooling Systems Inc., Cambridge, Ontario, Kanada, nahm Verhandlungen mit Grub wegen einer Gesamtübernahme auf.
Im Rahmen der Abwicklung übernahm die Hamburger Günther Holding die Standorte Bermatingen und Bruchsal und strukturierte die Unternehmensteile um. Der Standort Bermatingen wurde umfirmiert in Rohwedder Macro Assembly GmbH. Der Standort Bruchsal wurde zur Rohwedder Micro Assembly GmbH. Zusammen mit der zur Holding gehörenden Elwema Automotive GmbH und der AIM Micro systems GmbH bildeten sie die AIM-Gruppe. Der Standort Radolfzell wurde von der Asics Robotics, Burgdorf, unter dem Namen Pematech AG übernommen. Die finnische JOT Automation Ltd. mit ihren Tochtergesellschaften wurde am 15. Juni 2011 von ihrem früheren Eigentümer Veikko Lesonen übernommen. Alle Gesellschaften in Kanada, Nordamerika und Mexiko gingen im Wege eines Management-Buy-Outs an Andris W. Mellema. Die internationalen Töchter wurden liquidiert.
Das Insolvenzverfahren wurde 2014 abgeschlossen. Die Forderungen der Insolvenzgläubiger beliefen sich auf 34 Mio. Euro. Sie erhielten eine Zahlungsquote von 46 %. Kreditinstitute erhielten auf ihre Sicherheiten 12,7 Mio. Euro und Lieferanten auf ihre Eigentumsvorbehaltsrechte 1,8 Mio. Euro. Die Aktionäre erhielten keine Zahlungen.

### Nachfolgegesellschaften
2013 übernahm die Düsseldorfer MAX Automation AG die AIM-Gruppe der Günther Holding und strukturierte die enthaltenen Unternehmen um. Die Rohwedder Micro Assembly GmbH ging dabei in der MA micro automation GmbH auf. Am 28. März 2018 wurde die Rohwedder Macro Assembly GmbH umfirmiert in IWM Automation Bodensee GmbH und mit der zum Konzern gehörenden IWM Automation GmbH mit Sitz in Porta Westfalica vereinigt.
Nach erfolglosen Verkaufsgesprächen der MAX Automation AG mit potentiellen Käufern wird die IWM Automation Bodensee GmbH zum 31. Dezember 2019 endgültig geschlossen, wobei die 100 Angestellten am Standort Bermatingen ihren Arbeitsplatz verlieren.

## Unternehmen
Die Rohwedder AG war mit 41,14 % des Aktienkapitals in zweiter Generation in Familienbesitz. Der Rest war in Streubesitz und wurden im SMax im regulierten Markt gelistet.